# ForceOut
ForceOut – ukraińska grupa muzyczna wykonująca melodic death metal. Powstała w 2009 roku w Złoczowie, w obwodzie lwowskim Ukrainy.

## Muzycy
- Dmytro Krutyhołowa – gitara, wokal
- Witalij Wyhowski – gitara
- Iwan Kuliszko – bas
- Wołodymyr Danylczuk – perkusja
- Andrij Woron – instrumenty klawiszowe

## Dyskografia
- „Equilibrium” Digital EP, 2011
- „Delusion” CD 2013, Total Metal Records
- „Bloodtale” Digital EP, 2014